# Cantates d'Anton Bruckner
Anton Bruckner a composé huit cantates, la première en 1845 : Vergißmeinnicht, la dernière en 1893 : Helgoland,.

## Kronstorf et Saint Florian
Les cinq cantates composées entre 1845 et 1855, lors du séjour de Bruckner comme instituteur adjoint à Kronstorf et comme organiste à l'Abbaye de Saint-Florian, sont des  cantates pour la fête du nom. Ces cantates sont éditées dans le Volume XXII/1 de la Bruckner Gesamtausgabe.
Durant son séjour comme instituteur adjoint à Kronstorf Bruckner composa sa première cantate :
- Bruckner composa la cantate Musikalischer Versuch nach dem Kammer-Styl (Essai en style de musique de chambre), WAB 93, en ré majeur pour son agrégation d'instituteur en mai 1845[2],[3].
  - Il en fit ensuite une deuxième version pour célébrer la fête du nom d'Alois Knauer, le curé de la paroisse de Kronstorf[2],[3].
  - Il envoya par après une troisième version à Friedrich Mayer, qu'il intitula Vergißmeinnicht (Ne m'oubliez pas), pour lui rappeler sa promesse de lui procurer un emploi dans l'Abbaye de Saint Florian[2],[4].

Au cours de son séjour en tant qu'organiste à Saint Florian, Bruckner composa quatre autres cantates pour la fête du nom :
- Entsagen (Renonciation), WAB 14, est une cantate en si bémol majeur composée vers 1851 sur le texte Amaranth d'Oskar von Redwitz pour la fête du nom de Michael Arneth, le prieur du l'Abbaye de Saint Florian[5],[6].
- La Cantate pour Michael Arneth Heil Vater! Dir zum hohen Feste (Salut à vous, père ! À cette noble célébration), WAB 61, est une cantate en ré majeur composée en 1852 pour fête du nom de Michael Arneth[7],[8].
  - En 1857, il en fit une deuxième version abrégée Auf Brüder! auf zur frohen Feier! (Allons, mes frères, pour une joyeuse célébration !) pour la fête du nom de Friedrich Mayer, la prieur suivant de l'Abbaye[7],[9].
  - Vers 1870, une troisième version Heil dir zum schöne Erstlingsfeste (Salut à vous lors de cette belle première messe) en a été éditée pour une Primitzfeier (célébration de la première messe par un prêtre nouvellement ordonné) à Kremsmünster[10],[11].
- La Cantate pour Friedrich Mayer Auf, Brüder! auf, und die Saiten zur Hand! (Allons, mes frères ! et prenons en main nos instruments !), WAB 60, est une cantate en ré majeur composée en 1855 pour fête du nom de Friedrich Mayer[12],[13].
- La Cantate pour Jodok Stülz Sankt Jodok sproß aus edlem Stamme (cantate festive « Saint Josse était issu d'une noble famille »), WAB 15, en do majeur, a été composée à la fin de 1855, pour fête du nom de Jodok Stülz, le doyen de l'Abbaye de Saint Florian[12],[14].

## Linz et Vienne
Dans les années 1860, lors de son séjour à Linz, après la fin de la période d'étude auprès de Sechter et de Kitzler, Bruckner composa deux autres cantates :
- Preiset den Herrn  (Louez le Seigneur), WAB 16, est une cantate festive religieuse en ré majeur composée en 1862 pour la célébration de la pose de la première pierre de la Mariä-Empfängnis-Dom (nouvelle cathédrale)  de Linz[15],[16].
- Germanenzug, WAB 70, est une cantate patriotique profane en ré mineur composée en 1863-1864 sur un texte de August Silberstein pour concourir à la première Oberösterreichisch-Salzburgisches Sängerbundesfest[17],[18].

Trente ans plus tard, lors de son séjour à Vienne, Bruckner composa une dernière cantate :
- Helgoland, WAB 71, est une cantate patriotique profane en sol mineur composée en 1893, sur un autre texte de Silberstein pour célébrer le cinquantième anniversaire du Chœur d'hommes de Vienne[19],[20].

Ces trois cantates sont éditées dans le Volume XXII/2 de la Bruckner Gesamtausgabe.

## Sources
- Anton Bruckner – Sämtliche Werke, Band XXII/1: Kantaten und Chorwerke I (1845-1855), Musikwissenschaftlicher Verlag der Internationalen Bruckner-Gesellschaft, Franz Burkhart, Rudolf H. Führer et Leopold Nowak (Éditeurs), Vienne, 1987
- Anton Bruckner – Sämtliche Werke, Band XXII/2: Kantaten und Chorwerke II (1862-1893), Musikwissenschaftlicher Verlag der Internationalen Bruckner-Gesellschaft, Franz Burkhart, Rudolf H. Führer et Leopold Nowak (Éditeurs), Vienne, 1987
- Uwe Harten, Anton Bruckner. Ein Handbuch. Residenz Verlag, Salzbourg, 1996.  (ISBN 3-7017-1030-9).
- Cornelis van Zwol, Anton Bruckner 1824-1896 - Leven en werken, uitg. Thot, Bussum, Pays-Bas, 2012.  (ISBN 978-90-6868-590-9)